# غهديتش (كوه بنج)
غهديتش (بالفارسية: گهدیچ) هي قرية تقع في إيران في البلدة المركزية. يقدر عدد سكانها بـ 127 نسمة بحسب إحصاء 2016.